# Jean-Michel Nicolier
Jean-Michel Nicolier »Francuz« (Vesoul, Francuska, 1. srpnja 1966. – Ovčara, noć s 20. na 21. studenoga 1991.) bio je francuski dragovoljac hrvatskoga Domovinskog rata. Godine 1991. došao je u Hrvatsku i postao pripadnikom HOS-a koji se borio u bitci za Vukovar. Ubijen je u pokolju na Ovčari.
Postumno je odlikovan Redom Nikole Šubića Zrinskog.

## Životopis
Jean-Michel Nicolier rodio se u Vesoulu u Francuskoj 1966. godine. Imao je dva brata; Pierrea i Paula. U Vesoulu je završio osnovnu i srednju školu. Nicolier je gledao Domovinski rat na televiziji u Francuskoj te je odlučio otputovati u Hrvatsku. Rekao je majci:
»Želim pomoći tim ljudima, oni me trebaju. Ja moram ići, ali vratit ću se. Ti znaš da sam ja divlja trava koja nikada ne nestaje.«
U srpnju 1991. godine, vlakom je došao u Zagreb potpuno sam. Tamo se pridružio Hrvatskim obrambenim snagama (HOS). Bio je jedan od 481 stranih dragovoljaca domovinskog rata (od kojih je 72 poginulo, a 88 ih je ranjeno) iz 35 zemalja koji su branili Hrvatsku.
Iako Francuz po nacionalnosti, krajem kolovoza 1991. godine pristupio je redovima Hrvatskih obrambenih snaga u Mejaškom Selu, općina Barilović kod Duge Rese. S njima je kasnije, potaknut televizijskim snimkama i nepravdom prema hrvatskim braniteljima, dragovoljno otišao braniti Vukovar.
Bio je mlad i neiskusan ratnik, ali se pokazao vrlo dobrim i hrabrim bojovnikom koji nije odstupao u borbi, te je do kraja ostao u Vukovaru. Jean-Michel se borio na vukovarskom Sajmištu gdje je ranjen 9. studenoga, te je morao ostati u bolnici. Nakon pada Vukovara i ulaska Jugoslavenske narodne armije u Opću bolnicu Vukovar, unatoč potpisanom sporazumu s hrvatskom stranom kako neće ulaziti u bolnicu, Nicolier je odveden zajedno s ostalim ranjenicima, bolesnicima, medicinskim osobljem i civilima i u noći s 20. na 21. studenoga 1991. godine pogubljen na Ovčari. Dragutin Berghofer-Beli, jedan od sedmorice preživjelih, svjedoči kako su četnici Francuza tukli, kao i Sinišu Glavaševića, a nakon čega je Spasoje Petković zvani »Štuka« polumrtvoga Nicoliera izvukao iz mučionice logora na Ovčari i ubio metkom pa mu je potom iz džepa uzeo 20 franaka.
U podrumu vukovarske bolnice, nekoliko sati prije smrti, u kratkome intervjuu francuskim reporterima je rekao:
»Izgubio sam previše prijatelja, vidio sam previše ljudi kako plaču, previše patnji. Više su mi puta predložili da izađem iz Vukovara i vratim se u Francusku, ali ja sam ostao. Izgubili smo. Znao sam da će biti teško, ali nisam mislio da će biti tako strašno, osobito za civile. Ja sam kao dragovoljac došao u Vukovar. To je moj izbor, i u dobru i u zlu. Zašto kao dragovoljac? Jer mislim da im treba pomoći. Zbog toga sam izabrao njihovu stranu. Što za vas zapravo simbolizira Vukovar? Klaonicu. Klaonicu. Klaonicu.«
Njegovi posmrtni ostatci još uvijek nisu pronađeni jer su tijela iz skupne grobnice preko puta hangara na Ovčari odvezena na nepoznato mjesto.

## Priznanja i spomen
- 2006. godine, 15. studenoga, Jean-Michelu Nicolieru posmrtno je dodijeljena Spomen plaketa »Vukovar 1991«, koju je u ime obitelji hrvatskog dragovoljca preuzeo konzul veleposlanstva Republike Francuske u Hrvatskoj, Rodolphe Le Dref.[13]
- 2011. godine, 17. studenoga, Predsjednik Republike Hrvatske Ivo Josipović posmrtno je odlikovao Jean-Michela Nicoliera Redom Nikole Šubića Zrinskog za iznimnu hrabrost i junaštvo koju je iskazao u obrani Vukovara. Odličje je preuzela njegova majka Lyliane Fournier.[5]

- 2011. godine, 17. studenoga, Jean-Michelu Nicolieru posmrtno je dodijeljena Počast županije, priznanje Vukovarsko-srijemske županije za ljubav, odanost i hrabrost u Domovinskom ratu.[14][15]
- 2012. godine objavljen je povijesni roman hrvatske književnice Nevenke Nekić Jean ili miris smrti, o životu i sudbini Jean-Michela Nicoliera te tragičnom dobu rata u Vukovaru i Hrvatskoj. Nakladnik je Udruga dr. Ante Starčević iz Tovarnika.[16][17][18]
- 2014. godine, 18. rujna, središnji pješački most u Vukovaru dobio je ime po Jean-Michelu Nicolieru, sukladno odluci Gradskoga vijeća.[19]
- 2015. godine, 3. svibnja, na dan Grada Vukovara, uz most »Jean-Michel Nicolier«, postavljeno je njegovo spomen-poprsje, rad akademskoga kipara Lovre Jakšića.[20]
- 2016. godine, 17. veljače, u Zagrebu je održana svečana premijera dokumentarnog filma redatelja Branka Ištvančića, Sve je bio dobar san, o životu Jean-Michela Nicoliera[21]
- Na utakmici hrvatskih nogometaša protiv Francuske na Poljudu u Ligi nacija, u ožujku 2025., hrvatski navijači razvili su transparent s Nicolierovim likom i Vukovarskim vodotornjem te mu je L'Équipe posvetio članak.[22]

## U popularnoj kulturi
- Jean ili miris smrti (autorica: Nevenka Nekić; godina: 2015.) – roman o životu i tragičnoj smrti mladoga francuskog dragovoljca, hrvatskog branitelja Jeana-Michela Nicoliera ubijenog na Ovčari 1991. godine.[23]
- Sve je bio dobar san (redatelj: Branko Ištvančić; trajanje: 90 minuta, godina: 2016.) – dokumentarni film o Michelovom dolasku u Hrvatsku, njegovoj borbu, obrani grada Vukovara i mučeničkoj smrt na Ovčari kroz emotivnu vizuru njegove majke Lyliane Fournier koja u filmu traga za informacijama kako bi došla do posmrtnih ostataka svog sina te ga dostojno pokopala.[24]

## Vanjske poveznice
- (engl.) Udruga međunarodnih dragovoljaca hrvatskih oružanih snaga: Knjiga sjećanja: Jean-Michel Nicolier  Arhivirana inačica izvorne stranice od 6. listopada 2011. (Wayback Machine)